# Rolling Stones Mobile Studio

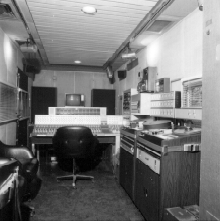
Interiér studia

Rolling Stones Mobile Studio je pojízdné nahrávací studio, které vlastní skupina Rolling Stones. K nahrávání jej využila celá řada hudebních skupin a interpretů, mezi ty významnější patří Led Zeppelin, Deep Purple, Lou Reed, Bob Marley, Horslips, Fleetwood Mac, Bad Company, Status Quo, Iron Maiden, Wishbone Ash, Mola Mola a samozřejmě i sami Rolling Stones.

## Historie projektu
Nápad zřídit si pojízdné nahrávací studio se poprvé objevil v roce 1968, kdy si Rolling Stones uvědomili, že potřebují studio, ve kterém by nemuseli být ničím a nikým omezováni. Znechuceni nahrávacím časem od devíti ráno do pěti odpoledne, který bylo tou dobou zvykem dodržovat v běžných nahrávacích studiích, rozhodli se Stones, že celé vybavení umístí do Stargroves — venkovského sídla Micka Jaggera. Než tam ale bylo instalováno všechno nahrávací vybavení, napadlo Iana Stewarta, že kontrolní místnost by se mohla umístit do náklaďáku.
Pod Stewartovým vedením bylo osloveno několik předních hudebních inženýrů a nahrávacích techniků (byl mezi nimi i Glyn Johns). Po řadě odborných konzultací byla jako dodavatel nahrávací techniky vybrána firma Helios Electronics, která v té době vyráběla nejlepší mixážní pulty. Ačkoli původně bylo zamýšleno, že studio budou využívat jen Stones, oblíbily si ho brzy i jiné významné kapely jako The Who, The Faces a Led Zeppelin.
Na začátku bylo studio čistě experimentálním zařízením. Bylo prvním plně vybaveným pojízdným vícekanálovým studiem, které mohlo být snadno přizpůsobeno různým speciálním situacím. Když bylo studio použito pro nahrávání orchestrální hudby k filmu Franka Zappy 200 Motels, nastal problém, když blýskající stříbřitý náklaďák objevoval v pozadí filmu. Celé auto proto bylo natřeno kamuflážním nátěrem, aby splynulo s okolními stromy. Tento nátěr pak studiu zůstal mnoho let.
Původně mělo být studio vybavené dvaceti mikrofonními vstupy a osmikanálovým nahrávacím zařízením. Když se ale studio začalo používat pro nahrávání koncertů, přešlo se k šestnácti kanálovému nahrávacímu zařízení.

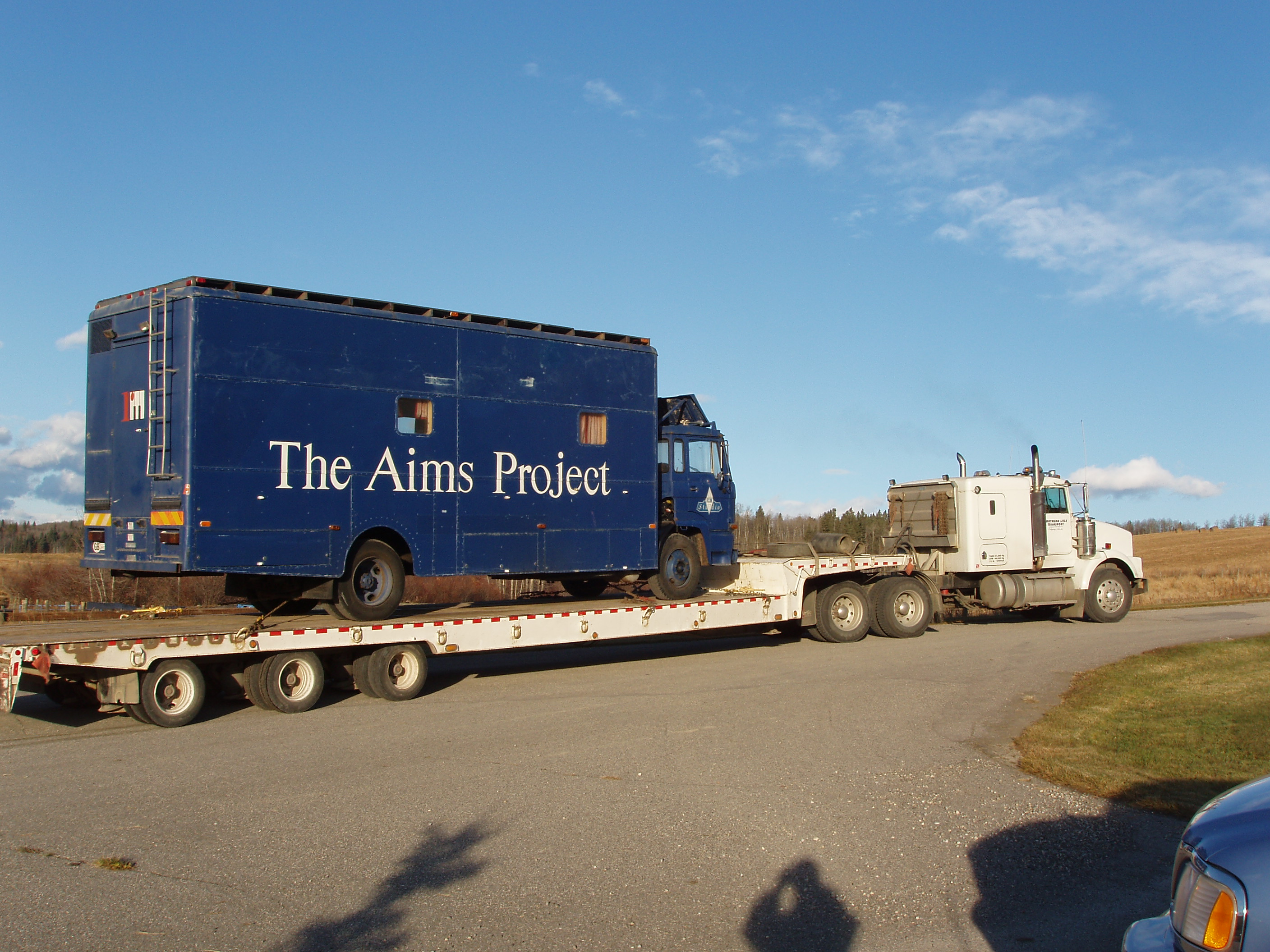
Převážení studia

V tomto pojízdném studiu bylo také nahráno několik dnes již klasických desek. Tady vznikla většina materiálu k albům Led Zeppelin III (1970) a Led Zeppelin IV (1971), většina skladeb k deskám Stones Sticky Fingers (1971) a Exile on Main St. (1972), pomocí tohoto studia se také nahrával koncert Stones v Hyde Parku v roce 1969. Studio se používalo na mnoho rozličných místech od koncertních hal, stodol, hradů až po kasino v Montreux. Během nahrávání šesté desky Deep Purple, Machine Head, studio málem shořelo. Náklaďák stál tehdy vedle kasina, kde měl koncert Frank Zappa. Jeden z návštěvníků kasina vystřelil signální pistolí do stropu a celé kasino začalo okamžitě hořet. Tento incident se stal inspirací pro text skladby "Smoke on the Water". V jejím textu je studio zmíněno dokonce dvakrát: „We all came out to Montreux ... to make records with a mobile” a pak je označeno jako: „Rolling truck Stones thing”.

## Slavné nahrávky

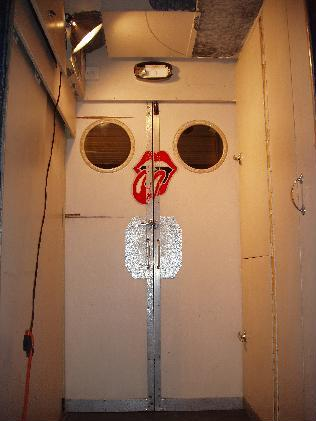

### Singly
- „Smoke on the Water“ – Deep Purple
- „No Woman No Cry“ – Bob Marley and the Wailers
- „Bring Your Daughter to the Slaughter“ – Iron Maiden

### Desky
- 1970: Led Zeppelin III – Led Zeppelin
- 1971: Sticky Fingers – The Rolling Stones
- 1971: ' (Led Zeppelin IV) – Led Zeppelin
- 1972: Machine Head – Deep Purple
- 1972: Exile on Main St. – The Rolling Stones
- 1972: Happy to Meet – Sorry to Part – Horslips
- 1973: Houses of the Holy – Led Zeppelin
- 1973: Live Dates – Wishbone Ash
- 1973: Penguin – Fleetwood Mac
- 1973: Mystery to Me – Fleetwood Mac
- 1973: Who Do We Think We Are – Deep Purple
- 1974: Burn – Deep Purple
- 1975: Physical Graffiti – Led Zeppelin
- 1975: Live! – Bob Marley & The Wailers
- 1975: Run with the Pack – Bad Company
- 1977: Live! – Status Quo
- 1977: Moonflower – Santana
- 1979: Life in a Day – Simple Minds
- 1981: Rocket 88 – Rocket 88
- 1985: A Physical Presence – Level 42
- 1990: No Prayer for the Dying – Iron Maiden